# Munyurangabo
Munyurangabo és una pel·lícula dirigida en 2007 per Lee Isaac Chung. Filmada totalment a Ruanda amb els actors locals, és el primer llargmetratge de ficció en kinyarwanda. Es va estrenar en la secció Un Certain Regard del Festival de Cinema de Cannes el 24 de maig de 2007 i va guanyar el Gran Premi de l'AFI Fest de 2007. El crític estatunidenc Roger Ebert la considera "en tots els marcs una bella i poderosa pel·lícula - una obra mestra."

## Argument
Després de robar un matxet d'un mercat a Kigali, Munyurangabo i el seu amic Sangwa abandonen la ciutat per tornar al seu poble. Munyurangabo busca justícia per als seus pares, que han estat assassinats al genocidi ruandès, mentre que Sangwa vol tornar a la casa que va deixar fa anys. Encara que els dos nois han planejat romandre unes hores, acaben passant uns quants dies. Però, perquè són de dues tribus diferents, la seva amistat és sorprenentment posada a prova. Els pares de Sangwa desconfien de Munyurangabo, i adverteixen que se suposa que els hutus i els tutsis són enemics.

## Repartiment
- Jeff Rutagengwa - Munyurangabo
- Eric Ndorunkundiye - Sangwa
- Jean Marie Vianney Nkurikiyinka - Papa Sangwa
- Jean Pierre Harerimana - Gwiza
- Narcicia Nyirabucyeye - Mama Sangwa
- Edouard B. Uwayo - Poeta

## Producció
Segons The New York Times, abans de la realització de la pel·lícula, l'esposa del director Lee Isaac Chung, Valerie, una terapeuta d'art, havia viatjat a Ruanda com a voluntària per treballar amb els afectats pel genocidi de 1994. Instat per ella, Chung la va acompanyar a Ruanda i es va oferir per ensenyar una classe de cinematografia a Kigali l'estiu de 2006. Detectant l'oportunitat de presentar la realitat contemporània de Ruanda i proporcionar als seus estudiants de cinema formació pràctica, Chung va arribar amb un esquema de nou pàgines que havia escrit amb l'ajuda d'un vell amic (i l'eventual coproductor i coguionista), Samuel Gray Anderson. Chung va rodar Munyurangabo en uns 11 dies, treballant amb un equip d'actors no professionals i un equip de filmació format pels seus estudiants i altres que Chung va trobar a orfenats locals.

## Recepció crítica
Munyurangabo ha rebut crítiques molt positives per part de la crítica. La pel·lícula va rebre una qualificació d'aprovació del 95% per part dels crítics en el lloc agregat Rotten Tomatoes i una qualificació mitjana de 7,7/10, segons 21 comentaris.
Roger Ebert va considerar Munyurangabo "en tots els marcs una bella i poderosa pel·lícula - una obra mestra." En la seva visió al Festival de Cinema de Cannes de 2007, el crític de Variety Robert Koehler la va descriure com "a molts anys llum - la millor i més veritable pel·lícula encara sobre les repercussions morals i emocionals del genocidi de fa 15 anys que va enfonsasr Ruanda." Escrivint a Film Comment, el crític Robin Wood descriu de manera similar la pel·lícula com "una obra mestra" i "una pel·lícula autènticament bella".

## Desenvolupament posterior
Lee Chung Isaac contínua guiant els joves realitzadors de Ruanda a través de l'Almond Tree Rwanda, la secció a Ruanda de la seva empresa de producció amb seu als Estats Units, Almond Tree Films. Almond Tree Rwanda ha produït diversos curts aclamats que s'han estrenat a festivals internacionals.

## Premis
- Festival de Cinema de Cannes de 2007
- Festival Internacional de Cinema de Toronto
- Festival de Cinema de Berlín
- Festival de Cinema de Rotterdam
- Festival de Cinema de Maryland
- New Directors/New Films Festival al Museu d'Art Modern de Nova York
- Festival Internacional de Cinema de Buenos Aires (BAFICI)
- AFI Fest 2007- Gran Premi
- Amiens 2007
- Premis Independent Spirit 2008- Someone to Watch (Nominat)
- Gotham Awards 2008- Director revelació (Nominat)